# Johann Nepomuk Wilczek
Hrabě Johann Nepomuk Wilczek (7. prosince 1837, Vídeň – 27. ledna 1922 tamtéž) byl šlechtic ze slezského hraběcího rodu Wilczků, rakouský polární průzkumník a mecenáš umění. Byl hlavním sponzorem rakousko‑uherské expedice k severnímu pólu uskutečněné v letech 1872–1874.

## Život
Narodil se ve Vídni jako jediný syn Stanislava Josefa Wilczka z dobře situovaného šlechtického rodu Wilczků. V roce 1847 zemřel jeho otec Stanislav Josef Wilczek a jeho výchova byla svěřena poručníku Fridrichu Janu Wilczekovi. V mládí často cestoval, studoval archeologii, dějiny umění a přírodní vědy. V roce 1858 se oženil s hraběnkou Emmou Marií Emo-Capodilista (1833–1924), dvorní dámou arcivévodkyně Žofie. Měli spolu 4 děti:
- Marie Gabriela (24. 12. 1858, Paříž – 27. 3. 1938, zámek Kremsegg, Kremsmünster), manž. 1881 Rudolf Ferdinand Kinský (11. 12. 1859, Heřmanův Městec – 13. 3. 1930, Lysá nad Labem), 9. kníže Kinský z Vchynic a Tetova
- Alžběta (24. 11. 1859, Vídeň – 30. 8. 1938, tamtéž), manž. 1877 Rudolf Kinský (31. 3. 1854, Bad Ischl – 25. 5. 1921, Kaltenleutgeben), rozvedli se roku 1901
- Jan Nepomuk (12. 3. 1861, Vídeň – 3. 9. 1929, tamtéž), manž. 1884 hraběnka Alžběta Vilemína Kinská z Vchynic a Tetova (4. 7. 1865, Choceň – 10. 7. 1941, Opava
- Marie Lucie (30. 11. 1862, Vídeň – 27. 11. 1958, zámek Kremsegg), manž. 1895 hrabě Josef Maria Pálffy (8. 9. 1853, Łańcut – 22. 1. 1920, Davos), c. k. tajný rada, komoří, dědičný člen uherské Sněmovny magnátů

Cestoval do Ruska, kde navštívil Krym a Kavkaz. Roku 1866 během prusko‑rakouské války narukoval jako dobrovolník do armády. Mezi lety 1868 a 1870 procestoval Afriku.
V letech 1872–1874 poskytl největší část peněz na zaplacení expediční lodi Admiral Tegetthoff a dalších potřeb pro výpravu, která měla pátrat po trase severovýchodního průjezdu. V jejím čele stáli Carl Weyprecht a Julius Payer. Sám Wilczek vedl předběžnou výpravu do Barentsova moře doprovázenou fotografem Wilhemem J. Burgerem. Jedním z cílů výpravy bylo založení rezervního skladiště potravin na Nové zemi pro Weyprechtovu a Payerovu expedici, která v roce 1873 objevila souostroví Země Františka Josefa, kde po hraběti Wilczekovi pojmenovala první objevený Wilczekův ostrov a později také Wilczekovu zemi, druhý největší ostrov souostroví.
V roce 1875 byl hrabě Wilczek prezidentem rakouské geografické společnosti s cílem podpořit výstavbu meteorologických stanic v Arktidě. Na vlastní náklady vybudoval výzkumnou stanici na ostrově Jan Mayen.
Kromě toho byl členem panské sněmovny od jejího zřízení v roce 1861 do roku 1918. Založil Vídeňskou společnost milovníků umění (Gesellschaft der Wiener Kunstfreunde) a jako člen správní rady Vídeňského muzea vojenské historie mu poskytl část sbírek. V letech 1874 až 1906 mu patřil hrad Kreuzenstein přestavěný podle návrhu architekta Carla Gangolfa Kaysera, ve kterém dnes sídlí muzeum s rozsáhlými uměleckými sbírkami.
Hrabě Johann Nepomuk Wilczek zemřel 27. ledna 1922 ve Vídni a je pohřben v rodinné hrobce v zámecké kapli na Kreuzensteinu.
Jeho prapravnučka Georgina byla manželkou panujícího lichtenštejnského knížete Hanse Adama II.